# Pedro Fraga
Pedro Diogo Rosas Cardoso Fraga (nascido em 27 de janeiro de 1983) é um remador português. Iniciou no Remo competitivo em 1998 e atualmente representa a Associação Académica de Coimbra. Competindo na categoria peso leve double sculls (LM2x) com Nuno Mendes, terminou em 5º lugar nos Jogos Olímpicos de Londres 2012, tendo conquistado medalhas de prata nos Campeonatos Europeus de Remo de 2010 e 2012.
De acordo com uma postagem feita por ele mesmo em abril de 2012, ele atingiu 7,02L de consumo de O2 em um teste de VO2máx, o que significa 92,45 ml/min/kg para seu peso corporal atual de 75,9 kg na época.
Em 20 de janeiro de 2013 no ErgoHead, uma corrida ergonômica de 20 minutos, ele remou 6180 m a um ritmo de 1:37:1, conquistando o segundo lugar, 17 m atrás do dinamarquês Steffen Bond (que bateu seu recorde mundial anterior de 1:37:3 por definindo um novo máximo de 6197 m em 1:36:8)
A 26 de Janeiro de 2013 realizou um 6:08:7 (recorde dos ligeiros portugueses) nas semifinais de 2000 m ergo race no Campeonato da Europa Indoor (Kettwig, Nordrhein-Westfalen) onde venceu no dia seguinte com um 6:11:0.